# Saboia
Saboia, ou Sabóia est une paroisse civile portugaise (en portugais : freguesia) de la municipalité d'Odemira dans le district de Beja.

## Géographie
Saboia est située dans le sud de l'Alentejo littoral et de la municipalité d'Odemira. La paroisse est limitrophe de l'Algarve, au sud.
Elle partage une gare ferroviaire avec la paroisse voisine de Santa Clara-a-Velha, la gare de Santa Clara-Saboia, sur la ligne ferroviaire appelée Linha do Sul entre Lisbonne et l'Algarve.

## Histoire
L'existe de Saboia est attestée depuis le XIIIe siècle.

## Démographie
Lors du recensement de 2021, Saboia compte 922 habitants.